# Mizo Hills
Pour les articles homonymes, voir Mizo (homonymie).
Les Mizo Hills ou anciennement Lushai Hills sont un massif au sud-est de l'Himalaya à l'est de l'Inde, s'étendant sur le Mizoram et en partie sur le Tripura. Les Mizo Hills culminent à 2 125 mètres.

## Situation
Les Mizo Hills font partie de la chaîne de montagnes formée de six groupes de pics coniques, de pentes raides et de vallées profondes. Cette chaîne est constituée, du nord au sud, du plateau tibétain, dans sa partie indienne du Patkai dans l'Arunachal Pradesh, des Naga Hills au Nagaland, des Chin Hills, des Lushaï Hills et enfin, le plus au sud, la chaîne de l'Arakan. Le Purvachal forme un arc dont la courbure est orientée vers le nord-ouest, et les Garo-Khasi-Jaintia du Meghalaya forment la flèche prête à être décochée.

## Environnement
Les Lusai Hills sont presque complètement couvertes d'une épaisse forêt de bambou, mais dans la partie est, probablement en raison de petites chutes de pluie, on trouve des prairies, des bosquets de chênes et de pins entrecoupées de rhododendrons.

## Histoire
Lushais hills est également le nom d'un district de l'Eastern Bengal and Assam, une région du Raj britannique qui mesurait 7 227 km2 et dont la population en 1901 était de 82 434 habitants.
Ces montagnes sont habitées par des tribus apparentées aux Lushais et aux Mizo, mais la population est peu dense. Les premiers habitants de la région sont les Kukis. Les Lushais n'ont envahi le nord du district qu'occupent ces montagnes qu'à partir de 1840. Leur première attaque du territoire, contrôlé alors par les Britanniques, a eu lieu en novembre 1849, et après cette date, les Lushais ont été la plus turbulente des tribus du nord-est de l'Inde. La pacification est obtenue en 1892, à la suite d'opérations militaires lancées en 1890. La gestion du territoire est transférée du Bengale à l'Assam.